# とんねるず×さまぁ〜ずの一文無しジャーニー2×2
『とんねるず×さまぁ〜ずの一文無しジャーニー2×2』（とんねるずさまぁ〜ずのいちもんなしジャーニーにーにー）は、フジテレビ系列にて2013年から2014年まで『カスペ!』枠や『土曜プレミアム』枠で不定期放送されていた旅バラエティ番組である。お笑いコンビ・とんねるずとさまぁ〜ずの冠番組である。全3回。

## 概要
お笑いコンビ・とんねるずとさまぁ〜ずが、石橋貴明&三村マサカズと木梨憲武&大竹一樹の2組に分かれて、所持金ゼロ（財布・携帯電話などは全て没収）の一文無しの状態で、行く先々で出会う人の助けを借りて、ヒッチハイクで目的地までを目指すガチンコロケの旅バラエティ番組。
それぞれ大きな絵馬を持参し、ヒッチハイクでお世話になった方々と別れ際に願い事を寄せ書きに書いてもらい、目的地で奉納する。

## 放送データ一覧
| 回数  | 放送日                  | 放送時間（JST） | サブタイトル                                          | 経路 （上が出発・下が到着） | 備考                 |
| ----- | ----------------------- | --------------- | ----------------------------------------------------- | --------------------------- | -------------------- |
| 第1回 | 2013年9月24日（火曜日） | 19:00 - 20:54   | はじめてのお伊勢参り                                  | お台場フジテレビ 伊勢神宮   | 『カスペ!』枠        |
| 第2回 | 2014年2月25日（火曜日） | 19:00 - 20:54   | 伊勢神宮から出雲大社への旅                            | 伊勢神宮 出雲大社           | 『カスペ!』枠        |
| 第3回 | 2014年7月19日（土曜日） | 21:00 - 23:10   | 超パワースポット霧島神宮! いいキャラ祭りの九州上陸SP! | 広島駅 霧島神宮             | 『土曜プレミアム』枠 |

## 出演者

### メイン司会（レギュラー）
- とんねるず（石橋貴明・木梨憲武）
- さまぁ〜ず（三村マサカズ・大竹一樹）

### ゲスト
第1回
オープニング
- おぎやはぎ（小木博明・矢作兼）
- 伊藤利尋（フジテレビアナウンサー）

ナレーション
- YOU（声の出演）

第2回
オープニング
- 伊藤利尋（フジテレビアナウンサー）
- 本田朋子

第3回
オープニング
- 伊藤利尋（フジテレビアナウンサー）
- 本田朋子

給水ゲスト:ヒッチハイクのヘルプ
- 黒木メイサ -大竹・木梨チーム
- ローラ -三村・石橋チーム

### ナレーション
- 秀島史香

## スタッフ
第3回（2014.7.19）放送分
- ナレーション：秀島史香
- 構成：遠藤察男／そーたに、小川浩之、酒井健作、たかはC
- ロケ技術：石井邦彦（EAT）、榊 亮（キャミックス）
- 編集：小笠原一登・武藤洋徳（2人共IMAGICA）
- MA：吉田肇（フジテレビ）
- 音響効果：保苅智子・梅津承子（2人共サウンドエッグノッグ）
- CG：木村郁也（ドラゴンプーピクチャーズ）
- 美術：内山高太郎（フジアール）
- スタイリスト：倉科裕子（石橋貴明担当）、大久保篤志（木梨憲武担当）、高村純子（さまぁ〜ず担当）
- リサーチ：岩間丈倫（ニューズクリエイト、第1,2回）
- ロケコーディネート：村椿義光・森川暢哉（2人共三慶サービス）
- 協力：MAPPLE、昭文社
  - 古賀プロロケーション、広島フィルム・コミッション、桜の馬場 城彩苑、霧島市、｛公社｝霧島市観光協会、熊本空港ビルディング、NPO法人かごしまフィルムオフィス、くまもとフィルムコミッション、宮崎空港ビル、広島市都市整備局みなと振興課、石崎汽船、宇和島運輸フェリー(第3回)
- 広報：鈴木はるか（フジテレビ）
- AP：松尾やす子（フジテレビ）
- TK：江野澤郁子（TBG）
- AD：安戸あゆみ、中道彩、松葉佐彰仁、大谷彩
- 給水スタッフ：北條とも子、高橋洋一、田辺純平、南里梨絵
- 演出：カワノリョウ（河野亮）、内田雅行
- プロデューサー：荻原伸之、二瓶剛
- 企画・プロデューサー：太田一平（フジテレビ）
- 制作協力：ZIPPY PRODUCTION
- 制作：フジテレビバラエティ制作センター
- 制作著作：フジテレビ

### 歴代スタッフ
- ロケ技術：金光利也（EAT、第2回）
- 編集：岡本直人・鈴木裕司・伊藤聡彦・山中健司（4人共麻布プラザ、岡本・鈴木→第1回、伊藤・山中→第2回）
- MA：伊藤敬一・佐藤卓也（2人共麻布プラザ、伊藤→第1回、佐藤→第2回）
- 音響効果：吉田比呂樹（M-TANK、第1回）
- メイク：庄司芳和、大橋由美子
- ロケ車両：下屋敷圭・中尾正伸　(第１回)
- リサーチ：喜多あおい（ジーワン、第1回）
- 広報：手塚朝美（フジテレビ、第1,2回）
- AD：小柳直康（第1回）、黒柳勇人（第1回）、石橋里帆（第2回）
- 協力：伊勢志摩フィルムコミッション（第1,2回）、出雲市、浅津博行（出雲市）

## 関連番組
- とんねるずのみなさんのおかげでした - ほとんどのスタッフ共通
- 笑っていいとも! - 一部スタッフ共通、番組最末期にさまぁ～ず三村が月曜日レギュラー、大竹が火曜日レギュラーで、とんねるずが不定期レギュラーだった。
- モヤモヤさまぁ〜ず2
- ハレバレとんねるず 略してテレとん
- さまぁ〜ず堀内健の「正月なのにさまぁ〜ホリDAY」
- FNS 正月だよ!オールハワイナイトフジ2015 ハワイにいる芸能人大集合!お年玉つき生放送SP